# Transito della Terra da Marte
| Transiti della Terra da Marte | Transiti della Terra da Marte |
| ----------------------------- | ----------------------------- |
| 10 novembre 1595              |                               |
| 5 maggio 1621                 |                               |
| 8 maggio 1700                 |                               |
| 8 novembre 1800               |                               |
| 12 novembre 1879              |                               |
| 8 maggio 1905                 |                               |
| 11 maggio 1984                |                               |
| 10 novembre 2084              |                               |
| 15 novembre 2163              |                               |
| 10 maggio 2189                |                               |
| 13 maggio 2268                |                               |
| 13 novembre 2368              |                               |
| 10 maggio 2394                |                               |
| 17 novembre 2447              |                               |
| 13 maggio 2473                |                               |

Un transito della Terra viene osservato da Marte ogni qualvolta la Terra si interpone fra il pianeta e il Sole, oscurandone una piccola parte del disco; durante un simile evento, un ipotetico osservatore su Marte potrebbe osservare la Terra come un disco nero che attraversa il disco solare.
L'evento è di particolare interesse per via della presenza della Luna, solitamente osservabile contemporaneamente alla Terra nel corso del transito. In alcuni rari casi i corpi attraversano uno alla volta il disco solare; è il caso dei transiti del 1800 e del 2394.
In occasione di questo fenomeno Marte appare, per un osservatore terrestre, uniformemente illuminato, trovandosi in una configurazione nota come opposizione. Grazie a questa circostanza Charles Augustus Young cercò, durante il transito del 1879, di misurare la compressione polare del Pianeta Rosso, ottenendo un valore pari a 0,0046; il valore attualmente ritenuto corretto è 0,0065 (sebbene una differenza di pochi chilometri nella stima del raggio polare ed equatoriale di Marte possa portare a grandi variazioni di questa misura).

## Osservazione del transito
Nessun transito della Terra da Marte è sinora stato osservato; tuttavia è possibile che il prossimo venga osservato da potenziali osservatori presenti sulla superficie del Pianeta Rosso, il 10 novembre 2084.
Nel racconto di fantascienza Transit of Earth, del 1971, Arthur C. Clarke descriveva l'osservazione del transito del 1984 da parte di un astronauta situato su Marte; la storia fu pubblicata per la prima volta sulla rivista Playboy nel gennaio 1971.
Ipotetici osservatori presenti su Marte potrebbero osservare anche transiti di Mercurio, di Venere, di Deimos e di Fobos.

## Periodicità dei transiti

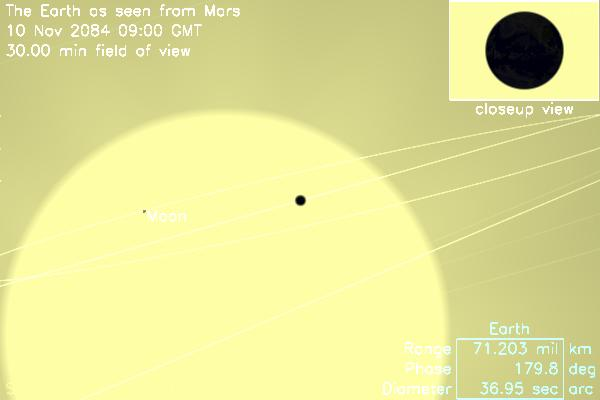
Il transito del 2084, visto da Marte.

I transiti della Terra da Marte si ripetono secondo un ciclo di 284 anni, ricorrendo ordinatamente a distanze di 100,5, 79, 25,5 e 79 anni, sempre in maggio o in novembre. Il ciclo corrisponde approssimativamente a 151 orbite marziane, 284 orbite terrestri, o 133 volte il periodo sinodico Terra-Marte.
Il periodo sinodico risulta dalla formula
{\displaystyle {\frac {1}{{\frac {1}{P}}-{\frac {1}{Q}}}}}
dove P è l'anno siderale terrestre (365,25636 giorni), e Q è il periodo orbitale di Marte.